# Solenopsis alecto
Solenopsis alecto é uma espécie de formiga do gênero Solenopsis, pertencente à subfamília Myrmicinae.